# El color de la magia
El color de la magia, (del inglés: The Colour of Magic), es la primera obra publicada de la saga del Mundodisco de Terry Pratchett. Esta novela, a diferencia de otras muchas de la serie (que no suelen tener ni siquiera capítulos), está dividida en "libros" que narran historias cortas consecutivas con los mismos protagonistas. En ellas se nos presentan los primeros detalles de este universo y algunos de los personajes que aparecerán en las siguientes novelas, como Rincewind y Dosflores. Se publicó originalmente en 1983 como parodia de las historias de Dungeons & Dragons, recurriendo a formas características de los autores de fantasía y ciencia ficción como Leiber, Tolkien, Lovecraft o Moorcock a los cuales se homenajea con varias referencias a lo largo del libro.
Esta novela tiene una segunda parte, La luz fantástica, en la que los dos protagonistas viven más aventuras. Rincewind aparece en más novelas de la serie, pero no volverá a encontrarse con Dosflores hasta el libro Tiempos interesantes.

## Argumento
A la ciudad-estado de Ankh-Morpork llega Dosflores, el primer turista de todo el Mundodisco. Un tipo confiado y muy seguro, cree firmemente en que no le pasará nada malo y que hablando muy despacio y muy alto todos pueden entenderle. Siempre es acompañado de El equipaje, un baúl de peral sabio con tendencias homicidas repleto de oro. Dosflores procede del Continente Contrapeso, donde el oro es abundante y barato. 
Rincewind, el mago, es expulsado de la Universidad invisible, ya que no puede aprender un solo hechizo. Esto se debe a que El Octavo, el grimorio más poderoso del Disco, dejó uno de sus hechizos en su cabeza y los demás simplemente no quieren estar en el mismo lugar. Existe un contraste marcado entre la cobardía y suspicacia de Rincewind y a la inocencia absoluta de Dosflores, quien, lejos de pasarlo mal, vive cada aventura con ilógico fervor e ilusión.
Este mago inepto recibe del patricio de la ciudad la importante misión de servir de guía a Dosflores en su viaje. Esto los llevará por gran parte del Mundodisco, donde no faltarán los dragones y los castillos. 
Existen continuas referencias a obras clave del género épico y de fantasía.

## Personajes
- Rincewind, mago fracasado.
- Dosflores, turista.
- El Equipaje, baúl con patas.
- El Patricio, gobernador de Ankh-Morpork.
- Nueve Espejos Girantes, Gran Visir del Imperio Ágata.
- La Muerte, personificación antropomórfica.
- Io el Ciego, dios.
- Offler el Dios Cocodrilo, dios.
- Sino, otro dios.
- Dama, diosa.
- Bel-Shamharoth, El Emisor del Ocho.
- Archiastrónomo de Krull, Ingeniero Jefe de Krull.
- Bravd el Ejeño, héroe bárbaro.
- Comadreja el ladrón, compañero de Bravd.
- Hrun el Bárbaro, intelectual bárbaro.
- Liessa Wyrmbidder, Reina del Wymberg.
- Dactilos, inventor.
- Tetis, trol marino.

## Adaptación
La novela tuvo una adaptación en forma de telefilme en 2008.